# Eschscholzia glyptosperma
Eschscholzia glyptosperma лат.  — вид травянистых растений рода Эшшольция (Eschscholzia) семейства Маковые (Papaveraceae). Также называют «пустынный золотистый мак» (англ. desert goldenpoppy) и «пустынный мак» (англ. desert poppy).

## Ареал и местообитание
Eschscholzia glyptosperma встречается в пустынях на юго-западе США.

## Описание
Однолетнее травянистое растение, растёт из припочвенных кластеров, листья сегментированные, с заострёнными долями. Стебель вырастает до 25 см, одиночный цветок — с ярко-жёлтыми лепестками, 1—2,5 см. Плод — капсула 4—7 см с мелкими коричневыми семенами 1—2 мм.

## Галерея

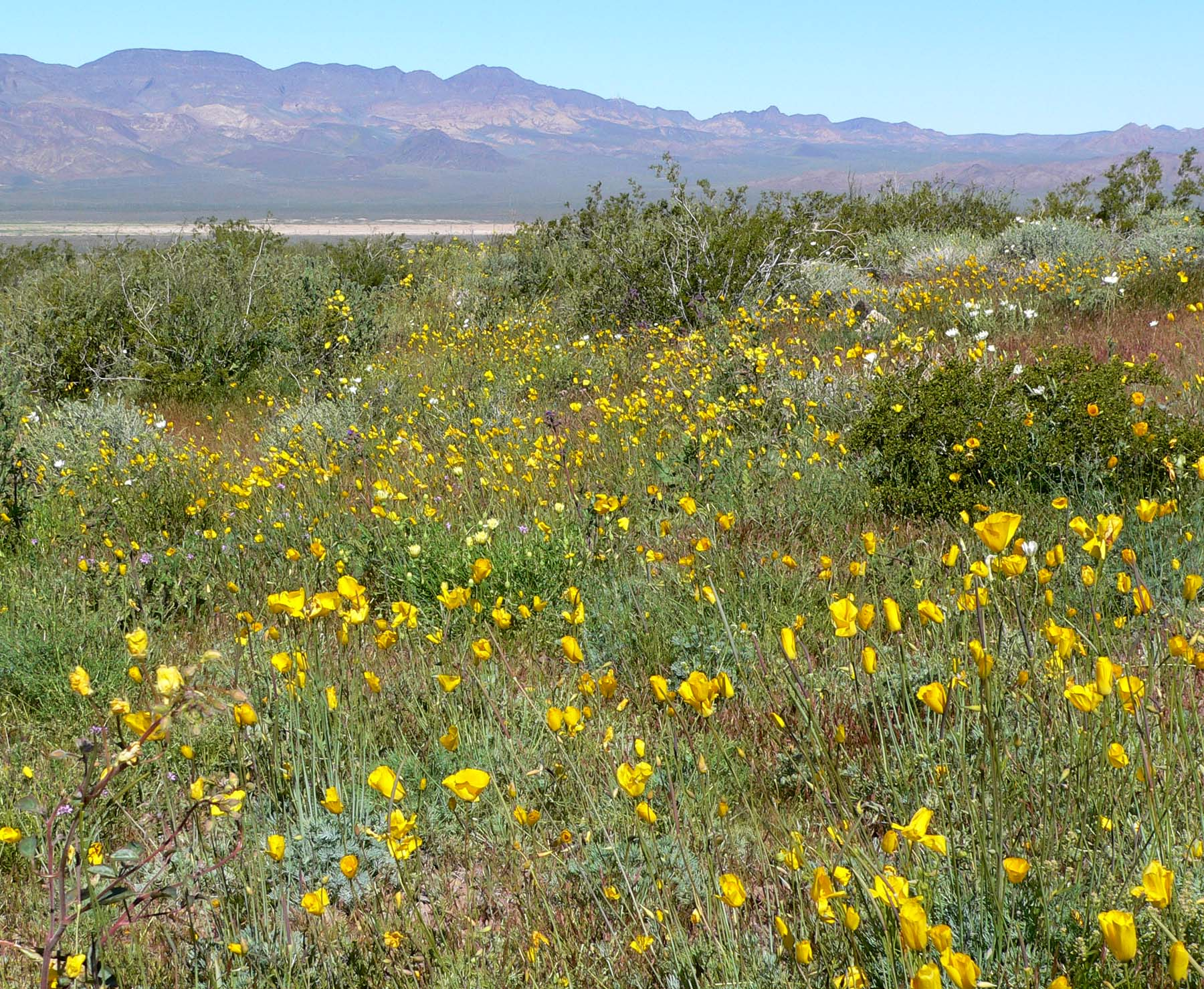
Поля E. glyptosperma (Невада, США).
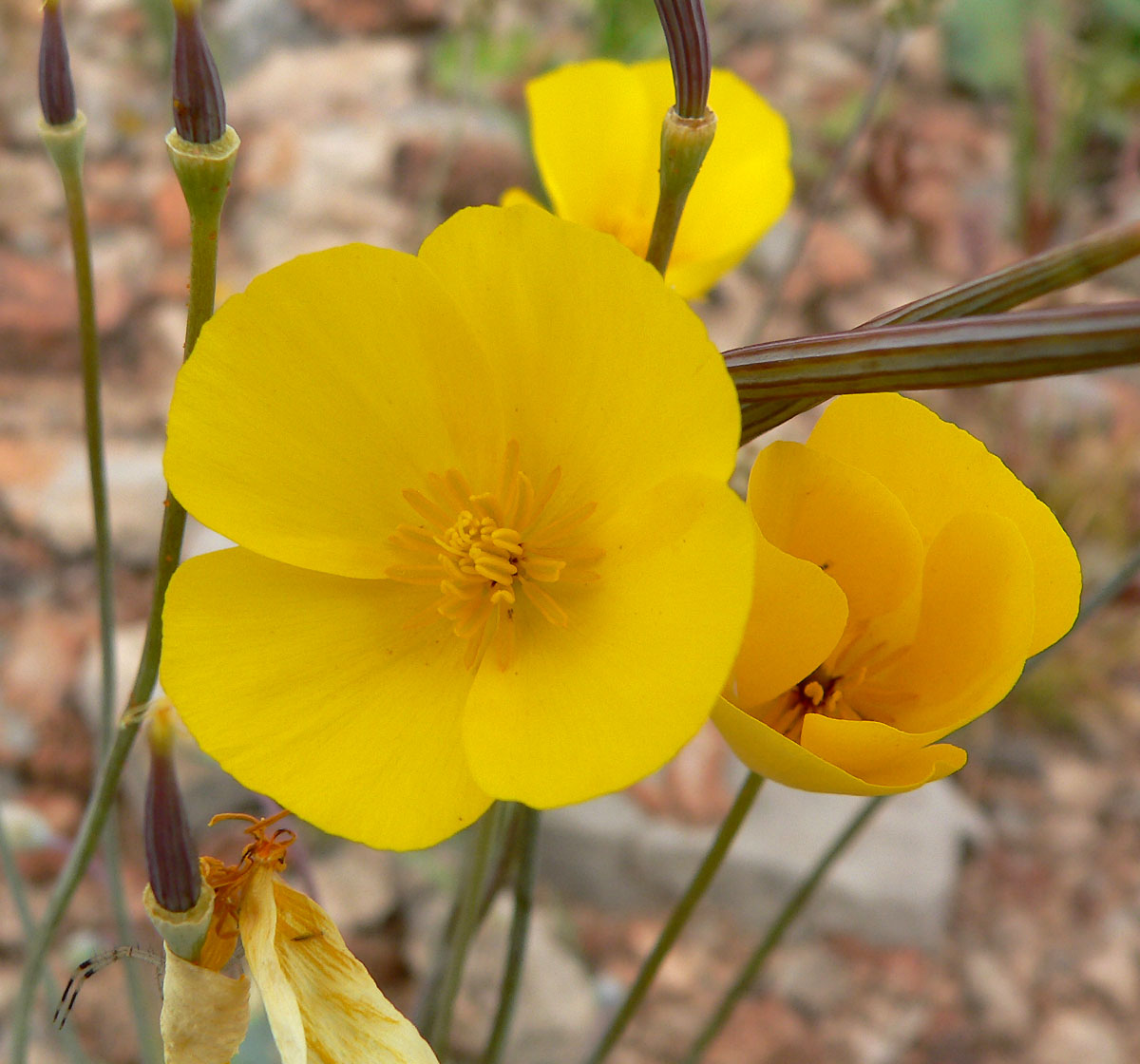
Цветы и плоды E. glyptosperma.
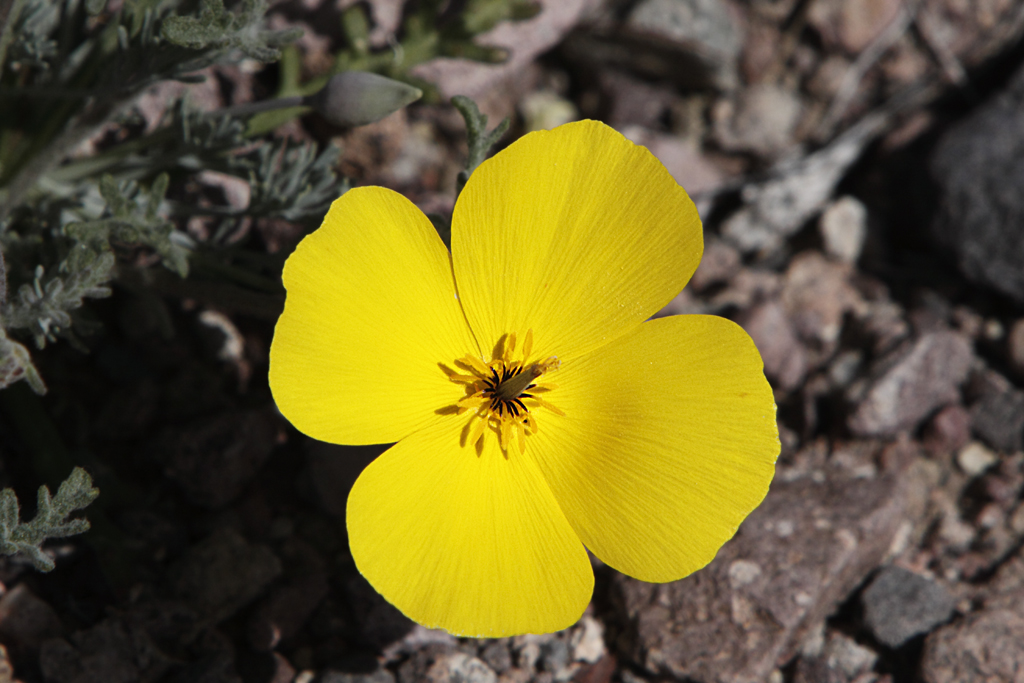
Цветок E. glyptosperma (Долина Смерти, Калифорния).